# Градац (Метлика)
Градац (словен. Gradac) — поселення в общині Метлика, регіон Південно-Східна Словенія, Словенія.